# Chlanidophora patagiata
Chlanidophora patagiata är en fjärilsart som beskrevs av Berg 1877. Chlanidophora patagiata ingår i släktet Chlanidophora och familjen nattflyn. Inga underarter finns listade i Catalogue of Life.